# Raffaele Nevi
Raffaele Nevi (Narni, 9 marzo 1973) è un politico italiano, dal 23 marzo 2018 deputato alla Camera per Forza Italia, di cui è vice-capogruppo vicario a Montecitorio e portavoce nazionale del partito.

## Biografia
Nato il 9 marzo 1973 a Narni, in provincia di Terni, laureato in Scienze politiche presso l'Università degli Studi di Perugia, inizia la propria attività politica nella Gioventù Liberale Italiana, l'organizzazione giovanile del Partito Liberale Italiano, ricoprendo la carica prima di consigliere della 1ª circoscrizione di Terni, e poi, con l'adesione a Forza Italia, di consigliere comunale a Terni dal 1997 al 2005 tra le sue liste.
È stato dal 1998 al 1999 consigliere di amministrazione dell'Irres (Istituto regionale di ricerche economiche e sociali), mentre nel 1999 viene eletto coordinatore comunale di Forza Italia a Terni e nel 2000 coordinatore provinciale di Terni.

### Consigliere regionale dell'Umbria
Alle elezioni regionali in Umbria del 2005 si candida tra le liste di Forza Italia, nella mozione del vicepresidente del Consiglio regionale uscente Pietro Laffranco, venendo eletto nella circoscrizione di Terni con 2.884 preferenze in consiglio regionale dell'Umbria. Viene confermato consigliere regionale alle elezioni umbre del 2010 con 5.638 preferenze per Il Popolo della Libertà (PdL) e del 2015 con 3.571 preferenze per Forza Italia.
Alle elezioni politiche del 2006 e del 2013 è stato candidato alla Camera dei deputati, tra le liste di Forza Italia e del PdL nella circoscrizione Umbria, ma senza risultare eletto.
Il 16 novembre 2013, con la sospensione delle attività del PdL, aderisce alla rinascita di Forza Italia.

### Elezione a deputato
Alle elezioni politiche del 2018 viene candidato alla Camera dei deputati nel collegio uninominale Umbria - 03 (Terni), sostenuto dalla coalizione di centro-destra in quota Forza Italia, dov'è finalmente eletto per la prima volta deputato con il 37,46% dei voti e sopravanzando i candidati del Movimento 5 Stelle Lucio Riccetti (28,84%) e del centro-sinistra, in quota Partito Democratico, l'ex ministro Cesare Damiano (25,41%). Nella XVIII legislatura della Repubblica è stato componente e capogruppo di Forza Italia nella 13ª Commissione Agricoltura.

### Vice-capogruppo e Portavoce di Forza Italia
Alle elezioni politiche anticipate del 2022 viene ricandidato alla Camera nel ridisegnato collegio uninominale Umbria - 01 (Terni), sostenuto dalla coalizione di centro-destra in quota forzista, venendo rieletto deputato con il 46,98% dei voti e superando i candidati del centro-sinistra Francesco De Rebotti (26,26%) e del Movimento 5 Stelle Ilaria Gabrielli (12,79%). Nella XIX legislatura è componente e segretario della 13ª Commissione Agricoltura, oltreché membro della Commissione parlamentare per le questioni regionali e vice-capogruppo vicario del gruppo parlamentare di Forza Italia alla Camera.
Il 3 agosto 2023, a seguito della morte di Silvio Berlusconi e la subentrata guida di Antonio Tajani, viene nominato portavoce nazionale di Forza Italia.